# Detlef Schrempf
Pour les articles homonymes, voir Schrempf.
Detlef Schrempf (né le 21 janvier 1963 à Leverkusen, Allemagne) est un ancien joueur de basket-ball germano-américain qui fit toute sa carrière en NBA.

## Biographie
Joueur allemand le plus remarqué en NBA avant l'arrivée de Dirk Nowitzki, il est drafté en 8e position par les Mavericks de Dallas en 1985 alors qu'on le compare déjà au grand Larry Bird pour son profil de joueur complet.
Entre 1985 et 2001, il porte respectivement le maillot des Mavericks de Dallas, des Pacers de l'Indiana, des SuperSonics de Seattle et des Trail Blazers de Portland, toujours au poste d'ailier.
Meilleur 6e homme de la ligue en 1991 et 1992, il participe à trois All-Star Games (1993, 1995 et 1997). Il est d'ailleurs le premier joueur européen évoluant en NBA à accéder à ce match de prestige. En 1995, il réalise sa meilleure saison à titre individuel : il est élu dans la 3e équipe type de la ligue pour ses 19,2 points, 6,2 rebonds et 3,8 passes décisives de moyenne sur l'année et un pourcentage de réussite à 3 points de 51,4 %.
En 1996, Detlef Schrempf et les Sonics atteignent les Finales NBA qu'ils perdent contre les Bulls de Chicago.
Au total, il joue 1 136 matchs de saison régulière et 114 de playoff en NBA.
Il participe également à deux éditions des jeux olympiques : en 1984 sous le maillot ouest-allemand et en 1992 avec l'Allemagne réunifiée. En 1984, l'Allemagne de l'Ouest termine huitième, et en 1992 à Barcelone l'Allemagne termine septième. Il participe aussi aux championnats d'Europe en 1983 et 1985.
Schrempf s'est engagé avec son ancien club des Supersonics en tant qu'entraîneur assistant de Bob Hill à partir de la saison 2006-2007.

## Clubs successifs
Avant le professionnalisme
- Avant 1980 :  Bayer Leverkusen
- 1980-1981 :  Washington (High School)
- 1981-1985 :  Université de Washington (NCAA)

Carrière professionnelle
- 1985-1989 :  Mavericks de Dallas (NBA)
- 1989-1993 :  Pacers de l'Indiana (NBA)
- 1993-1999 :  Supersonics de Seattle (NBA)
- 1999-2001 :  Trail Blazers de Portland (NBA)

## Palmarès
- Finaliste NBA en 1996

### Distinctions personnelles
- Drafté en 8e position par Dallas en 1985
- Meilleur 6e homme de la ligue en 1991 et 1992
- Élu dans le troisième cinq NBA en 1995
- All-Star Game 1993, 1995 et 1997

### Statistiques
- 1 136 matchs de saison régulière et 114 de playoff en NBA[8].

Ses meilleures marques sont :
- 36 points le 8 décembre 1992 contre les Warriors de Golden State[8].
- 23 rebonds le 11 février 1992 contre le Magic d'Orlando[8].
- 14 passes décisives le 10 décembre 1992 contre les Kings de Sacramento[8].

## Statistiques
gras = ses meilleures performances

### Universitaires
Statistiques en université de Detlef Schrempf
| Saison    | Équipe     | Matchs | Titul. | Min./m | % Tir | % LF | Rbds/m. | Pass/m. | Int/m. | Ctr/m. | Pts/m. |
| --------- | ---------- | ------ | ------ | ------ | ----- | ---- | ------- | ------- | ------ | ------ | ------ |
| 1981-1982 | Washington | 28     | —      | 11,2   | 45,2  | 55,3 | 2,0     | 0,5     | 0,1    | 0,1    | 3,3    |
| 1982-1983 | Washington | 31     | —      | 30,9   | 46,6  | 71,7 | 6,8     | 1,4     | 0,5    | 0,3    | 10,6   |
| 1983-1984 | Washington | 31     | 31     | 38,3   | 53,9  | 73,6 | 7,4     | 3,0     | 1,0    | 0,4    | 16,8   |
| 1984-1985 | Washington | 32     | 31     | 36,9   | 55,8  | 71,4 | 8,0     | 4,2     | 0,5    | 0,6    | 15,8   |
| Carrière  | Carrière   | 122    | 62     | 29,8   | 52,1  | 70,8 | 6,2     | 2,3     | 0,6    | 0,3    | 11,9   |

### Professionnelles

#### Saison régulière
Légende :
| Sixième homme de la saison | Meilleur joueur de cette catégorie statistique de la saison |

gras = ses meilleures performances
Statistiques en saison régulière de Detlef Schrempf
| Saison        | Équipe        | Matchs | Titul. | Min./m | % Tir | % 3pts | % LF | Rbds/m. | Pass/m. | Int/m. | Ctr/m. | Pts/m. |
| ------------- | ------------- | ------ | ------ | ------ | ----- | ------ | ---- | ------- | ------- | ------ | ------ | ------ |
| 1985-1986     | Dallas        | 64     | 12     | 15,1   | 45,1  | 42,9   | 72,4 | 3,1     | 1,4     | 0,4    | 0,2    | 6,2    |
| 1986-1987     | Dallas        | 81     | 5      | 21,1   | 47,2  | 47,8   | 74,2 | 3,7     | 2,0     | 0,6    | 0,2    | 9,3    |
| 1987-1988     | Dallas        | 82     | 4      | 19,4   | 45,6  | 15,6   | 75,6 | 3,4     | 1,9     | 0,5    | 0,4    | 8,5    |
| 1988-1989     | Dallas        | 37     | 1      | 22,8   | 42,6  | 12,5   | 78,9 | 4,5     | 2,3     | 0,6    | 0,2    | 9,5    |
| 1988-1989     | Indiana       | 32     | 12     | 31,4   | 51,4  | 26,3   | 77,2 | 7,2     | 2,9     | 0,9    | 0,3    | 14,8   |
| 1989-1990     | Indiana       | 78     | 18     | 33,0   | 51,6  | 35,4   | 82,0 | 7,9     | 3,2     | 0,8    | 0,2    | 16,2   |
| 1990-1991     | Indiana       | 82     | 3      | 32,1   | 52,0  | 37,5   | 81,8 | 8,0     | 3,7     | 0,7    | 0,3    | 16,1   |
| 1991-1992     | Indiana       | 80     | 4      | 32,6   | 53,6  | 32,4   | 82,8 | 9,6     | 3,9     | 0,8    | 0,5    | 17,3   |
| 1992-1993     | Indiana       | 82     | 60     | 37,8   | 47,6  | 15,4   | 80,4 | 9,5     | 6,0     | 1,0    | 0,3    | 19,1   |
| 1993-1994     | Seattle       | 81     | 80     | 33,7   | 49,3  | 32,4   | 76,9 | 5,6     | 3,4     | 0,6    | 0,1    | 15,0   |
| 1994-1995     | Seattle       | 82     | 82     | 35,2   | 52,3  | 51,4   | 83,9 | 6,2     | 3,8     | 1,1    | 0,4    | 19,2   |
| 1995-1996     | Seattle       | 63     | 60     | 34,9   | 48,6  | 40,8   | 77,6 | 5,2     | 4,4     | 0,9    | 0,1    | 17,1   |
| 1996-1997     | Seattle       | 61     | 60     | 35,9   | 49,2  | 35,4   | 80,1 | 6,5     | 4,4     | 1,0    | 0,3    | 16,8   |
| 1997-1998     | Seattle       | 78     | 78     | 35,2   | 48,7  | 41,5   | 84,4 | 7,1     | 4,4     | 0,8    | 0,2    | 15,8   |
| 1998-1999*    | Seattle       | 50     | 39     | 35,3   | 47,2  | 39,5   | 82,3 | 7,4     | 3,7     | 0,8    | 0,5    | 15,0   |
| 1999-2000     | Portland      | 77     | 6      | 21,6   | 43,2  | 40,4   | 83,3 | 4,3     | 2,6     | 0,5    | 0,2    | 7,5    |
| 1999-2000     | Portland      | 26     | 0      | 15,3   | 41,1  | 37,5   | 85,2 | 3,0     | 1,7     | 0,3    | 0,1    | 4,0    |
| Carrière      | Carrière      | 1136   | 524    | 29,6   | 49,1  | 38,4   | 80,3 | 6,2     | 3,4     | 0,8    | 0,3    | 13,9   |
| All-Star Game | All-Star Game | 3      | 0      | 17,0   | 45,5  | 25,0   | 33,3 | 3,7     | 2,3     | 0,0    | 0,3    | 7,7    |

Note: La saison 1998-1999 a été réduite à 50 matchs en raison d'un lock-out.
Dernière modification le 24 mars 2025

#### Playoffs
Statistiques en playoffs de Detlef Schrempf
| Saison   | Équipe   | Matchs | Titul. | Min./m | % Tir | % 3pts | % LF | Rbds/m. | Pass/m. | Int/m. | Ctr/m. | Pts/m. |
| -------- | -------- | ------ | ------ | ------ | ----- | ------ | ---- | ------- | ------- | ------ | ------ | ------ |
| 1986     | Dallas   | 10     | 0      | 12,0   | 46,4  | 0,0    | 64,7 | 2,3     | 1,4     | 0,2    | 0,1    | 3,7    |
| 1987     | Dallas   | 4      | 0      | 24,3   | 37,1  | 0,0    | 45,5 | 3,0     | 1,5     | 0,6    | 0,5    | 7,8    |
| 1988     | Dallas   | 15     | 0      | 18,3   | 46,5  | 33,3   | 70,6 | 3,7     | 1,6     | 0,5    | 0,5    | 7,8    |
| 1990     | Indiana  | 3      | 3      | 41,7   | 48,9  | 0,0    | 93,8 | 7,3     | 1,7     | 0,7    | 0,3    | 20,3   |
| 1991     | Indiana  | 5      | 0      | 35,8   | 47,4  | 0,0    | 83,3 | 7,2     | 2,2     | 0,4    | 0,0    | 15,8   |
| 1992     | Indiana  | 3      | 0      | 40,0   | 38,3  | 50,0   | 89,3 | 13,0    | 2,3     | 0,7    | 0,3    | 21,0   |
| 1993     | Indiana  | 4      | 4      | 41,3   | 46,3  | 0,0    | 77,8 | 5,8     | 7,3     | 0,3    | 0,5    | 19,5   |
| 1994     | Seattle  | 5      | 5      | 34,8   | 52,0  | 33,3   | 86,7 | 5,4     | 2,0     | 0,2    | 0,6    | 18,6   |
| 1995     | Seattle  | 4      | 4      | 38,3   | 40,4  | 55,6   | 79,2 | 4,8     | 3,0     | 0,8    | 0,5    | 18,8   |
| 1996     | Seattle  | 21     | 21     | 37,6   | 47,5  | 36,8   | 75,0 | 5,0     | 3,2     | 0,7    | 0,2    | 16,0   |
| 1997     | Seattle  | 12     | 12     | 38,3   | 47,2  | 55,2   | 81,5 | 5,8     | 3,4     | 1,1    | 0,1    | 16,9   |
| 1998     | Seattle  | 10     | 10     | 37,5   | 51,2  | 14,3   | 81,6 | 7,7     | 3,9     | 0,7    | 0,1    | 16,1   |
| 2000     | Portland | 15     | 0      | 18,4   | 39,3  | 16,7   | 83,0 | 3,5     | 2,0     | 0,3    | 0,0    | 5,6    |
| 2001     | Portland | 3      | 0      | 10,7   | 66,7  | 66,7   | 66,7 | 1,7     | 0,3     | 0,0    | 0,0    | 4,7    |
| Carrière | Carrière | 114    | 59     | 29,3   | 46,5  | 37,3   | 78,9 | 5,0     | 2,6     | 0,5    | 0,2    | 12,6   |

## Anecdotes
Il apparaît dans plusieurs épisodes de la série Parks and Recreation, dans son propre rôle.

## Pour approfondir
- Liste de sportifs allemands par discipline.
- Liste des joueurs en NBA ayant joué plus de 1 000 matchs en carrière.
- Liste des meilleurs marqueurs en NBA en carrière.